# C-SPAN
Cable-Satellite Public Affairs Network (C-SPAN) este o rețea americană de televiziune prin cablu și prin satelit, creată în 1979 de industria televiziunii prin cablu ca serviciu public nonprofit. Televizează lucrările guvernului federal al Statelor Unite și alte programe de afaceri publice. C-SPAN este o organizație privată, nonprofit, finanțată de afiliații săi prin cablu și satelit. Nu are reclame pe niciuna dintre rețelele sau posturile sale de radio și nici nu solicită donații sau fonduri. Rețeaua funcționează independent; industria cablului și Congresul SUA nu au niciun control asupra conținutului său de programare.